# Pardosa nebulosa
Pardosa nebulosa is een spinnensoort uit de familie wolfspinnen Lycosidae. De soort komt voor in het Palearctisch gebied.